# Microchilus paleaceus
Microchilus paleaceus là một loài thực vật có hoa trong họ Lan. Loài này được (Schltr.) Ormerod mô tả khoa học đầu tiên năm 2002.